# La Ferté-sous-Jouarre
La Ferté-sous-Jouarre település Franciaországban, Seine-et-Marne megyében. Lakosainak száma 10 004 fő (2022. január 1.). La Ferté-sous-Jouarre Reuil-en-Brie, Sept-Sorts, Ussy-sur-Marne, Chamigny és Jouarre községekkel határos.

## Népesség
A település népességének változása:
| Lakosok száma | 9504 | 9734 | 9764 | 9619 | 9586 | 9637 | 9672 | 9714 | 10 004 |
|               | 2013 | 2015 | 2016 | 2017 | 2018 | 2019 | 2020 | 2021 | 2022   |